# Characharando
Characharando är en ort i Mexiko.   Den ligger i kommunen San Lucas och delstaten Michoacán de Ocampo, i den södra delen av landet, 200 km sydväst om huvudstaden Mexico City. Characharando ligger 244 meter över havet och antalet invånare är 189.
Terrängen runt Characharando är huvudsakligen kuperad, men åt sydost är den platt. Runt Characharando är det ganska glesbefolkat, med 34 invånare per kvadratkilometer. Närmaste större samhälle är Ciudad Altamirano, 8,1 km sydost om Characharando. Omgivningarna runt Characharando är en mosaik av jordbruksmark och naturlig växtlighet.